# Martin Mystère : Opération Dorian Gray
Martin Mystère : Opération Dorian Gray est un jeu vidéo d'aventure en pointer-et-cliquer développé par Artematica et édité par GMX Media, sorti en 2005 sur Windows.

## Accueil
- Adventure Gamers : 3/5[1]
- Jeuxvideo.com : 11/20[2]